# Adesmus pysasu
Adesmus pysasu är en skalbaggsart som beskrevs av Maria Helena M. Galileo och Martins 1999. Adesmus pysasu ingår i släktet Adesmus och familjen långhorningar. Inga underarter finns listade i Catalogue of Life.